# Xanionotum
Xanionotum is een geslacht van insecten uit de familie van de Bochelvliegen (Phoridae), die tot de orde tweevleugeligen (Diptera) behoort.

## Soorten
- X. hystrix Brues, 1902
- X. mexicanum Borgmeier, 1932
- X. smithii Brues, 1936